# جمعه راشد
جمعه راشد (انگلیسی: Juma Rashed؛ زادهٔ ۱۲ دسامبر ۱۹۷۲) بازیکن فوتبال اهل امارات متحده عربی است.
از باشگاه‌هایی که در آن بازی کرده‌است می‌توان به باشگاه فوتبال الشباب امارات اشاره کرد.
وی همچنین در تیم ملی فوتبال امارات متحده عربی بازی کرده‌است.